# Sanctuary Islands
Die Sanctuary Islands (englisch für Zufluchtinseln) sind eine Gruppe kleiner Inseln vor der Graham-Küste des Grahamlands auf der Antarktischen Halbinsel. Sie liegen 800 m südwestlich des Link Stack unmittelbar vor der Westküste der Chavez-Insel.
Teilnehmer der British Graham Land Expedition (1934–1937) unter der Leitung des britischen Polarforschers John Rymill kartierten sie erstmals. Das UK Antarctic Place-Names Committee benannte sie 1959, weil die Inseln unter anderem einen geschützten Lagerplatz für die Hundeschlittenmannschaften des Falkland Islands Dependencies Survey boten, die diese Gegend 1957 vom Prospect Point aus erkundet hatten.